# 포화 집합
일반위상수학에서, 포화 집합(영어: saturated set)은 (임의의 수의) 열린집합들의 교집합인 부분 집합이다.

## 정의
위상 공간 {\displaystyle (X,\operatorname {Open} (X))}의 부분 집합 {\displaystyle S\subseteq X}의 포화화(영어: saturation) {\displaystyle \operatorname {sat} (S)}는 {\displaystyle S}의 모든 근방들의 교집합이다.
{\displaystyle \operatorname {sat} (S)=\bigcap {\mathcal {N}}_{S}}
여기서 {\displaystyle {\mathcal {N}}_{S}}는 {\displaystyle S}의 근방 필터이다. 이 정의에서 {\displaystyle {\mathcal {N}}_{S}}는 {\displaystyle S}의 임의의 국소 기저로 대체할 수 있다.
위상 공간 {\displaystyle (X,\operatorname {Open} (X))}의 부분 집합 {\displaystyle S\subseteq X}에 대하여, 다음 두 조건이 서로 동치이며, 이를 만족시키는 {\displaystyle S}를 포화 집합이라고 한다.
- (열린집합들의 교집합) {\displaystyle S=\bigcap {\mathcal {U}}}인 열린집합들의 집합 {\displaystyle {\mathcal {U}}\subseteq \operatorname {Open} (X)}가 존재한다.
- (스스로의 포화화와 일치) {\displaystyle \textstyle S=\operatorname {sat} (S)}

위상 공간 {\displaystyle (X,\operatorname {Open} (X))}의 부분 집합 {\displaystyle S\subseteq X}가 다음 조건을 만족시키면, 재귀 집합(영어: recurrent set)이라고 한다.
- (모든 포화 집합과 겹침) {\displaystyle S\cap T=\varnothing }인 포화 집합 {\displaystyle T\subseteq X}은 공집합밖에 없다.

## 성질

### 함의 관계
정의에 따라, 모든 Gδ 집합은 자명하게 포화 집합이다. 모든 재귀 집합은 자명하게 조밀 집합이다.

### 콤팩트 공간과의 관계
위상 공간 {\displaystyle X}의 부분 집합 {\displaystyle S\subseteq X}에 대하여, 다음 두 조건이 서로 동치이다.
- {\displaystyle S}는 콤팩트 집합이다.
- 포화화 {\displaystyle \operatorname {sat} (S)}는 콤팩트 집합이다.

임의의 위상 공간 {\displaystyle X}에 대하여, 다음 두 조건이 서로 동치이다.
- 모든 점 {\displaystyle x\in X}는 콤팩트 국소 기저를 갖는다.
- 모든 점 {\displaystyle x\in X}는 콤팩트 포화 국소 기저를 갖는다.

차분한 공간에서, 콤팩트 포화 집합들의 하향 집합의 교집합은 콤팩트 포화 집합이다.:381, Theorem 2.28 이는 칸토어 교점 정리의 차분한 변형이다.

### 베르 공간과의 관계
임의의 위상 공간 {\displaystyle X}에 대하여, 다음 세 조건이 서로 동치이다.
- 베르 공간이다.
- 모든 재귀 집합은 베르 공간이다.
- 베르 재귀 집합을 갖는다.

## 예
임의의 위상 공간 {\displaystyle X}에 대하여, 다음 세 조건이 서로 동치이다.
- 모든 부분 집합은 포화 집합이다.
- 재귀 집합이 스스로밖에 없다.
- T1 공간이다.

원순서 집합 {\displaystyle (X,\lesssim )}의 부분 집합 {\displaystyle S\subseteq X}에 대하여, 다음 두 조건이 서로 동치이다.:380
- {\displaystyle X} 위에 스콧 위상을 가하였을 때, {\displaystyle S}는 포화 집합이다.
- {\displaystyle S}는 상집합이다.

증명:
스콧 열린집합들은 상집합이므로, 그 교집합 역시 상집합이다. 반대로, 만약 {\displaystyle S}가 상집합이라면,
{\displaystyle S=\bigcap _{x\in X\setminus S}X\setminus \mathop {\downarrow } x}
이며, 각 {\displaystyle X\setminus \mathop {\downarrow } x}는 스콧 열린집합이다.
초른 보조정리에 따라, 닫힌 원순서 집합 {\displaystyle (X,\lesssim )} 위에 스콧 위상을 주었을 때, 극대 원소들의 집합 {\displaystyle \max X\subseteq X}은 재귀 집합을 이룬다.:397, Proposition 5.6

## 참고 문헌
1. 1 2 3  Martin, Keye (1999). “Nonclassical techniques for models of computation” (PDF). 《Topology Proceedings》 (영어) 24 (Summer): 375–405. ISSN 0146-4124. MR 1876383. Zbl 1029.06501. 2021년 5월 10일에 원본 문서 (PDF)에서 보존된 문서. 2022년 7월 9일에 확인함.